# The Daily Mail
Дејли мејл (енгл. The Daily Mail) су британске таблоидне новине средњег тржишта у власништву компаније Daily Mail and General Trust.
Први пут их је 1896. године објавио Лорд Нортклиф. Друге су најпродаваније новине у Уједињеном Краљевству, иза листа The Sun. Њене сестринске новине The Mail on Sunday почеле су да изазле 1982. године. Шкотска и ирска издања дневних новина почела су да излазе 1941, односно 2006. године. Дејли мејл су биле прве британске дневне новине које циљају на новописмено „тржиште ниже-средње класе, које комбинују ниску цену са бројним наградним играма и промоционалним триковима“ и прве британске новине које се продају у милион примерака дневно.
У почетку су превасходно биле новина за жене, прве су обезбедиле делове намењене посебно њима и 2012. године 52% читалаца су биле жене, и то су једине британске новине чије читатељке чине више од 50% укупног броја читалаца.
У априлу 2012. године су имале просечан дневни тираж од 1.991.275 примерака Између јуна и децембра 2011. године, имале су просечну дневну читаност од приближно 4,371 милиона. Имају више од 100 милиона јединствених посетилаца месечно на свом вебсајту.

## Преглед
Мејл је првобитно био листовка, али се променио у компактни формат 3. маја 1971. године, на 75. годишњицу од оснивања. Овог датума је спојен са Дејли скечом, којег је иста компанија објављивала као таблоид.
Процене тиража према Одит бироу у марту 2014. године показују пораст дневне продаје од 1.708.006 примерака за Дејли мејл. Према испитивању из децембра 2004, 53% читалаца Дејли мејла је гласало за Конзервативну партију, у поређењу са 21% колико је гласало за Лабуристичку и 17% за Либералне демократе.

## Историја

### Рана историја
Дејли мејл, којег је осмислио Алфред Хармсворт (касније Лорд Нортклиф) и његов брат Харолд (касније Лорд Родермер) први пут је објављен 4. маја 1896. године Доживео је тренутни успех. Коштао је пола пенија у то време, када су други лондонски дневни листови коштали један пени, и био је више популистички по тону и концизнији у свом покривању од својих ривала.